# Het oude Nederlandsche lied
Het oude Nederlandsche lied is een liedboek, samengesteld door de Gentse musicoloog Florimond van Duyse (1843-1910). Het bestaat uit 4 delen, die verschenen in de jaren 1903-1908. Het bevat 714 liederen (in totaal ruim 1500 tekstvarianten, waarvan ruim 1000 met muzieknotatie) uit bronnen van de Middeleeuwen tot in de negentiende eeuw.
Het gaat om volksliedjes (die mondeling waren overgeleverd en waarvan geen auteur meer bekend was) en in beperkte mate om liedjes van bekende tekstdichters, die in de actieve zangcultuur waren opgenomen.
Anders dan andere liedverzamelaars rond 1900, die liedteksten uit de volksmond optekenden (zoals J.F. Willems, G.J. Boekenoogen en J. van Vloten), gebruikte Van Duyse uitsluitend liedboeken, handschriften en tijdschriften als bron.
Het liedboek geldt als standaardwerk voor het Nederlandse volkslied en werd door recensenten en liedonderzoekers bestempeld als een "onwaarschijnlijk goed gedocumenteerde" en "monumentale bloemlezing".

## Inleiding

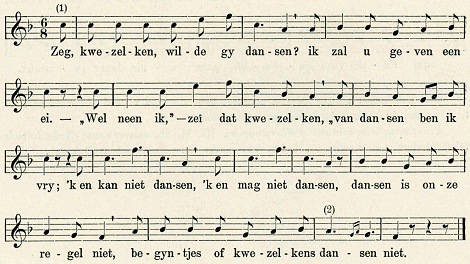
'Zeg, kwezelken, wilde gy dansen?' (Van Duyse, deel 2, 1905), liednr. 328.

In een uitgebreide inleiding legt Florimond van Duyse rekenschap af van de wijze waarop hij onderzoek heeft gedaan en de door hem gebruikte bronnen.
Hij begint met kritiek op J.F. Willems (Oude Vlaemsche liederen, 1848) die veel onnodige en ongedocumenteerde wijzigingen aanbracht. In Het oude Nederlandsche lied wil Van Duyse naar de oorspronkelijke bronnen terugkeren. Hij neemt daarbij een voorbeeld aan Hoffmann von Fallersleben (Holländische Volkslieder, 1833), die bij oude liedteksten de oude spelling had aangehouden en bronnen van de toegevoegde melodieën had aangegeven. Een ander voorbeeld voor Van Duyse is Kalff (Het lied in de Middeleeuwen, 1883), die verschillende versies van liederen met elkaar vergeleek en documenteerde.
Omdat een lied zonder melodie slechts een half lied, of eigenlijk geen lied is, heeft Van Duyse zich zoveel mogelijk beperkt tot liederen waar een melodie van bekend was of er in ieder geval iets over de muziek te zeggen was.

## Inhoud

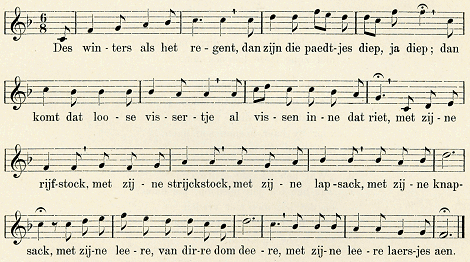
'Des winters als het regent' (Van Duyse, deel 1, 1903), liednr. 229.

De liederen zijn gegroepeerd in tweeëntwintig thematische onderdelen. Deel 1 bestaat uit: Balladen en romancen; Samenspraken; Wachterliederen; Meiliederen; Minneliederen; Mens en natuur; Huiselijk en maatschappelijk leven. Dit laatste onderdeel loopt door in deel 2.
Deel 3 bevat: Kerstliederen; Nieuwjaarsliederen; Driekoningen; Vlucht naar Egypte; Jezus' lijden en strijden; Meiliederen (geestelijke); Minnende ziel; Zieleklachten; Verzaking aan de wereld; Maria Liederen; Heiligenliederen; Verhalen ontleend aan de bijbel; Legenden; Verscheiden heden; Liederen der Gereformeerden.
Deel 4 is een register van beginregels, wijsaanduidingen en namen en zaken.
Voorbeelden van opgenomen liederen:
- Aan d' oever van een snelle vliet
- Alle die willen naer Island gaen
- Al die willen te kap'ren varen
- Als de boer een paer kloefkens heeft
- Arghe winter ghy zijt cout
- Savonds in een klaer maene schijn
- Boerinneken, als ghy gaet waterken halen
- Daar ging een patertje langs de kant
- Daer spruiten drie boomkens in ghenen dal
- Daer was eenen man, eenen fraeyen man
- Des winters als het regent (Het loose vissertje)
- Die nachtegael die sanck een liedt
- Die winter is een onweert gast
- Doen Hanselijn over de heyde reed
- Ghequetst ben ic van binnen
- Hedde niet gehoord van den zeuven
- Heer Halewijn zong een liedekijn
- Het daghet in den Oosten
- Het ghinghen drie gespeelkens
- Het quamen drij coninghen wt verre landen
- Het viel eens hemels douwe
- Het was een fraey rijck borgers kint
- Ick seg adieu, wy twee wi moeten sceiden
- Ik drink den nieuwen most
- Ik heb de groene straetjens
- Ik zag Cecilia komen
- In Oostlant wil ic varen
- Jan, mijne man, is altijd ziek
- Jan, mynen man, zou' ruiter worden
- Jan Plompaert en zy wuvetje
- Klein, klein kleuterken
- Komt hier al by, aenhoort dees klucht (Pierlala)
- Maria die soude naer Bethlehem gaen
- Naer Oostland willen wy ryden
- Onder een linde groen
- Schoon lief, hoe ligt gy hier en slaept
- Waer staet jou vaders huys en hof?
- Wel Anne Marieken, waer gaet gy naer toe?
- Willen wy 't haesken jagen
- Zeg, kwezelken, wilde gy dansen?

## Gebruikte bronnen
Van Duyse noemt in zijn inleiding een heel aantal gebruikte bronnen. Hieronder bijvoorbeeld voor middeleeuwse liederen: Het Gruuthuuse handschrift; de Souterliedekens; Een devoot ende profitelijck boecxken (Antwerps liedboek).
Geuzenliederen: P. Fredericq, Onze historische volksliederen van vóór de godsdienstige beroerten der 16de eeuw (1894); J. van Vloten, Nederlandsche geschiedzangen (1852); H.J. van Lummel, Nieuw Geuzenliedboek (1874); A.D. Loman, Nederlandtschen gedenck-clanck’ van Adrianus Valerius (1871).
17e/18e eeuw: Het prieel der gheestelijcke melodie (1609); S. Theodotus, Het Paradys der gheestelycke en kerckelycke lofsangen (1621); D.R. Camphuysen, Stichtelycke rymen (1624); Den gheestelycken nachtegael (1634); J. Stalpaert, Extractum catholicum (1631) en Gulde-iaers feest-dagen (1635); C. de Placker, Evangelische leeuwerck (1667); J. Starter, Friesche lust-hof (1621); Oude en nieuwe Hollantse boeren-lieties en contredansen (begin 18e eeuw).
Geestelijke liederen:  J.G.R. Acquoy, Het geestelijk lied in de Nederlanden vóór de Hervorming (1886); F.C. Wieder, De Schriftuurlijke liedekens (1900); W. Bäumker
Niederländische geistliche Lieder.
Liederen uit de volksmond opgetekend: E. de Coussemaker, Chants populaires des Flamands de France (1856); Lootens en Feys, Chants populaires flamands (1879);  J. Bols, Honderd oude Vlaamsche liederen (1897); A. Blyau en M. Tasseel, Iepersch oud-liedboek (1900-02).
Kinderliedjes: J. van Vloten, Nederlandsche baker- en kinderrijmen (1894); G.J. Boekenoogen Onze rijmen (1893); A. de Cock en I. Teirlinck Kinderspel en Kinderlust in Zuid-Nederland (1902).
Daarnaast noemt Van Duyse nog enkele Duitse liedverzamelaars (Teirlinck, Uhland, Böhme), een aantal bibliografieën en een aantal tijdschriften.